# Shefki Hysa
Shefki Hysa (Ersekë, 20 luglio 1957) è uno scrittore e giornalista albanese.

## Biografia
Ha seguito gli studi elementari nel villaggio di Shalës a Konispol.
Nel 1976 termina gli studi di scuola superiore presso la scuola di Konispol, nella regione di Çamëri (Ciamuria). Nel 1989 si laurea  in lingua e letteratura presso la Facoltà di Lettere all'Università di Tirana.
In seguito ai suoi studi accademici segue vari corsi di formazione di giornalismo, pubbliche relazioni e relazioni internazionali.
Dal 1991 al 1997 lavora come giornalista per il giornale Çameria ed è caporedattore ed editore dei giornali Dielli (Il Sole) e Kombi (La Nazione). Da molto tempo è direttore dell'Associazione Culturale "Bilal Xhaferri" e dell'omonima casa editrice. Dal 1995, è editore e caporedattore della revista mensile Krahu i shqiponjës (L'ala del aquila).
Shefki Hysa è segretario della Lega degli Scrittori e Artisti d'Albania.
Dal 1997 è funzionario del Parlamento albanese.

## Opere
- L'uccello e il diavolo. Bilal Xhaferri, 1992.
- Ostaggi di pace. Bilal Xhaferri, 1994.
- Paradiso maledetto. Bilal Xhaferri, 1997.
- Confessioni di un ladro. Arbëria, 1999.
- Profumo di Çamëri. Bilal Xhaferri, 2004. ISBN 99927-960-1-4
- False meraviglie. Bilal Xhaferri, 2005. ISBN 99927-960-0-6
- La diplomazia di autorifiuto. Kristalina KH, 2008. ISBN 978-99956-650-3-6